# En djävulsk romans
En djävulsk romans (originaltitel: Cruel Intentions) är en amerikansk dramafilm från 1999 i regi av Roger Kumble, baserad på romanen Farliga förbindelser från 1782 av Choderlos de Laclos.
Huvudrollerna spelas av Ryan Phillippe, Sarah Michelle Gellar, Reese Witherspoon och Selma Blair. I motsats till andra filmatiseringar av romanen, som Farligt begär (1988) och Valmont (1989), utspelar sig denna film i samtida USA.

## Handling
Filmen handlar om styvsyskonen Sebastian (Ryan Phillippe) och Kathryn (Sarah M. Gellar). Sebastian är en oemotståndlig charmör, men hans enda avsikt är att förföra för att sedan förstöra (förkrossa). Kathryn har inget samvete alls. Hon är elak, falsk och manipulativ och hon är beredd att gå väldigt långt för att få sin vilja igenom. Mellan dem finns från början en sexuell spänning, som handlar om hans lust att erövra och hennes lust att inte låta honom få det.
Kathryns pojkvän har nyligen lämnat henne för en annan och hon ger Sebastian i uppdrag att, för att hämnas på ex-pojkvännen, förföra dennes nya flickvän, den oskuldsfulla och oerfarna Cecile (Selma Blair). 
Huvudintrigen blir dock ett vad mellan dem. De slår vad om att Sebastian ska lyckas förföra den pryda Annette Hargrove (Reese Whitherspoon), dotter till nye rektorn, innan skolan börjar efter sommarlovet. Om Kathryn vinner får hon Sebastians snygga bil, och om Sebastian vinner får han Kathryn. Men Sebastian börjar dras alltmer till Annette. Kathryn och vadet med henne blir alltmer ointressant för honom, men han har svårt att ta sig ur hennes grepp. Samtidigt ökar Kathryns hämndbegär och hennes manipulerande går till slut alldeles för långt, vilket får katastrofala följder.

## I rollerna
- Ryan Phillippe - Sebastian Valmont
- Sarah Michelle Gellar - Kathryn Merteuil
- Reese Witherspoon - Annette Hargrove
- Selma Blair - Cecile Caldwell
- Sean Patrick Thomas - Ronald Clifford
- Louise Fletcher - Helen Rosemond
- Joshua Jackson - Blaine Tuttle
- Christine Baranski - Bunny Caldwell
- Eric Mabius - Greg McConneller
- Swoosie Kurtz - Dr. Regina Greenbaum
- Tara Reid - Marcie Greenbaum